# Egzarh
Egzarh (od grč. ἔξαρχος), u Bizantskom Carstvu bio je upravitelj velike i važne provincije, s civilnom i vojnom vlasti, upravljao u carevo ime.  Pojam egzarh najčešće se odnosi na egzarha Italije, čije je sjedište bilo u Ravenni, pa od tud i naziv Ravenski egzarhat. Drugi egzarhat osnovan je u Africi (Afrički egzarhat), sa sjedištem u Kartagi.
U istočnim crkvama pojam ima nekoliko značenja.